# Momo (football)
Pour les articles homonymes, voir Momo.
Jerónimo Figueroa Cabrera plus connu sous le nom de Momo, né le 15 juillet 1982 à Las Palmas de Gran Canaria aux îles Canaries, est un footballeur espagnol.

## Biographie
Momo commence sa carrière professionnelle en 2003, en deuxième division, dans le club de l'UD Las Palmas. Après cette saison, il signe un contrat de quatre ans avec le club de première division du Deportivo La Corogne, qui prend effet le 1er juillet 2004. Il est prêté dans la foulée pendant un an au club d'Albacete pour la saison 2004-2005. Il connait deux autres prêts d'une année dans les clubs du Racing de Santander en 2006-2007 et de Xerez en 2007-2008. Son unique saison au Deportivo est la saison 2005-2006 où il joue cinq rencontres en championnat et un match en Coupe Intertoto.
Son contrat expire en août 2008 et n'est pas reconduit par La Corogne. Le joueur, libre, décide de poursuivre avec le club du Xerez CD où évolue le gardien français Stéphane Porato. Il signe une saison pleine en terminant champion de deuxième division et meilleur buteur de son club avec dix-sept buts en quarante matchs de championnat. Cette performance lui vaut d'être consacré comme l'un des trois meilleurs avants-centre de la saison par la Ligue de football professionnel espagnol. Il effectue une troisième saison avec le club du Xerez, promu pour la première division 2009-2010, et termine lanterne rouge,.
Le club du Betis Séville recrute Momo le 28 juin 2010 avec lequel il obtient un second titre de champion d'Espagne de D2,.

## Statistiques
| Saison                | Club                       | Championnat           | Championnat | Championnat | Coupe(s) nationale(s) | Coupe(s) nationale(s) | Compétition(s) continentale(s) | Compétition(s) continentale(s) | Compétition(s) continentale(s) | Total | Total |
| Saison                | Club                       | Division              | M.          | B.          | M.                    | B.                    | Comp.                          | M.                             | B.                             | M.    | B.    |
| 2002-2003             | UD Las Palmas              | Segunda División      | 4           | 0           | -                     | -                     | -                              | -                              | -                              | 4     | 0     |
| 2003-2004             | UD Las Palmas              | Segunda División      | 36          | 3           | 1                     | 0                     | -                              | -                              | -                              | 37    | 3     |
| 2004-2005             | Albacete Balompié (prêt)   | La Liga               | 24          | 1           | 2                     | 0                     | -                              | -                              | -                              | 26    | 1     |
| 2005-2006             | Deportivo La Corogne       | La Liga               | 5           | 0           | -                     | -                     | CI                             | 1                              | 0                              | 6     | 0     |
| 2006-2007             | Racing de Santander (prêt) | La Liga               | 13          | 0           | -                     | -                     | -                              | -                              | -                              | 13    | 0     |
| 2007-2008             | Xerez CD (prêt)            | Segunda División      | 32          | 0           | 2                     | 0                     | -                              | -                              | -                              | 34    | 0     |
| 2008-2009             | Xerez CD                   | Liga Adelante         | 40          | 17          | -                     | -                     | -                              | -                              | -                              | 40    | 17    |
| 2009-2010             | Xerez CD                   | Liga BBVA             | 26          | 2           | 2                     | 0                     | -                              | -                              | -                              | 28    | 2     |
| 2010-2011             | Betis Séville              | Liga Adelante         | 18          | 0           | -                     | -                     | -                              | -                              | -                              | 18    | 0     |
| 2011-2012             | Betis Séville              | Liga BBVA             | 2           | 0           | 1                     | 0                     | -                              | -                              | -                              | 3     | 0     |
| 2011-2012             | UD Las Palmas              | Liga Adelante         | 13          | 2           | -                     | -                     | -                              | -                              | -                              | 13    | 2     |
| 2012-2013             | UD Las Palmas              | Liga Adelante         | 40+2        | 4+0         | 5                     | 1                     | -                              | -                              | -                              | 47    | 5     |
| 2013-2014             | UD Las Palmas              | Liga Adelante         | 27+4        | 4+0         | 2                     | 1                     | -                              | -                              | -                              | 33    | 5     |
| 2014-2015             | UD Las Palmas              | Liga Adelante         | 27+2        | 7+0         | 2                     | 0                     | -                              | -                              | -                              | 31    | 7     |
| 2015-2016             | UD Las Palmas              | Liga BBVA             | 23          | 0           | 5                     | 2                     | -                              | -                              | -                              | 28    | 2     |
| 2016-2017             | UD Las Palmas              | LaLiga                | 23          | 3           | 2                     | 0                     | -                              | -                              | -                              | 25    | 3     |
| 2017-2018             | UD Las Palmas              | LaLiga                | 13          | 0           | 2                     | 2                     | -                              | -                              | -                              | 15    | 2     |
| 2018-2019             | UD Las Palmas              | LaLiga 2              | 2           | 0           | 1                     | 0                     | -                              | -                              | -                              | 3     | 0     |
| Total sur la carrière | Total sur la carrière      | Total sur la carrière | 376         | 43          | 27                    | 6                     | -                              | 1                              | 0                              | 404   | 49    |

## Palmarès
- Championnat d'Espagne de D2 (2) :
  - 2009 avec Xerez CD.
  - 2011 avec le Betis Séville.